# Во все тяжкие (2-й сезон)
Премьера второго сезона американской телевизионной драмы «Во все тяжкие» состоялась 8 марта 2009 года. Показ новых эпизодов продолжался до 31 мая 2009 года. Он состоял из 13 эпизодов, каждый по 47 минут длительностью. Новые эпизоды показывались каждое воскресенье в 10 вечера на кабельном телеканале AMC в США. Полный второй сезон был выпущен на DVD для Региона 1 и на Blu-ray для Региона A 16 марта 2010.

## Сюжет
Во втором сезоне Уолтера и Джесси похищает наркоторговец Туко, но им удаётся сбежать. Уолтер обманывает своих близких, выставив всё так, словно он пропал из-за потери памяти. Вместе с Джесси он едет в пустыню и готовит крупную партию метамфетамина. Джесси привлекает своих приятелей для сбыта наркотиков, однако вскоре один из них попадает под арест, а другого грабят наркоманы. Начинающие наркоторговцы обращаются за помощью к адвокату Солу Гудману, который сводит их с Гусом Фрингом, который покупает весь оставшийся запас метамфетамина за 1,2 миллиона долларов и приглашает их работать на себя. Когда Джесси потребовал свою долю, Уолтер решил, что тот хочет спустить её на наркотики и отказался её отдавать, пока Джесси не перестанет употреблять. Джейн (девушка Джесси) шантажирует Уолтера и заставляет отдать деньги. Встретив в баре отца Джейн, Уолтер отправляется ночью к Джесси и видит, как умирает Джейн, захлебнувшись рвотой. Отец Джейн — авиадиспетчер, подавленный горем, допускает ошибку, что приводит к столкновению двух самолётов.

## В ролях

### Основной состав
- Брайан Крэнстон — Уолтер Уайт
- Анна Ганн — Скайлер Уайт
- Аарон Пол — Джесси Пинкман
- Дин Норрис — Хэнк Шрейдер
- Бетси Брандт — Мари Шрейдер
- Ар Джей Митт — Уолтер Уайт-мл.

### Приглашённые звёзды
- Кристен Риттер — Джейн Марголис
- Стивен Майкл Кесада[англ.] — Стивен Гомес
- Чарльз Бейкер — Тощий Пит
- Кристофер Казенс[англ.] — Тед Бенеке
- Мэтт Л. Джонс — «Барсук»
- Боб Оденкёрк — Сол Гудман
- Джон де Ланси — Дональд Марголис
- Том Кише[англ.] — Кловис
- Родни Раш — Комбо
- Майкл Шамус Уайлз[англ.] — Джордж Меркерт
- Рэймонд Крус — Туко Салманка
- Джанкарло Эспозито — Гус Фринг
- Тесс Харпер — миссис Пинкман
- Марк Марголис — Гектор «Тио» Саламанка
- Сэм Макмюррей — доктор Виктор Браванец
- Кармен Серано[англ.] — директор Кармен Молина
- Джонатан Бэнкс — Майк Эрмантраут
- Джеремайя Битсуи — Виктор
- Найджел Гиббс — детектив Том Робертс
- Джессика Хект — Гретхен Шварц
- Дэнни Трехо — Тортуга

## Эпизоды
| № общий | № в сезоне | Название                                     | Режиссёр               | Автор сценария              | Дата премьеры  | Зрители в США (млн) |
| --- | ---------- | -------------------------------------------- | ---------------------- | --------------------------- | -------------- | ------------------- |
| 8 | 1          | «Семьсот тридцать семь» «Seven Thirty-Seven» | Брайан Крэнстон        | Дж. Робертс                 | 8 марта 2009   | 1,66                |
| Завершив свою сделку с Туко на свалке, Уолт и Джесси осознают, насколько неуравновешенным и жестоким он может быть. Оба, Уолт и Джесси, напуганы зловещим, чёрным внедорожником. Джесси решает убрать Туко, прежде чем он убьёт их, но Уолт предлагает более продуманный план с использованием рицина. Возникает паника, когда они думают, будто Туко принялся убивать своих приближённых. Хэнк рассматривает кадры записи с камеры видеонаблюдения взломанного склада, но не догадывается, что это работа Уолта и Джесси. Скайлер сообщает Хэнку о магазинных кражах Мари, и узнаёт, что она проходит курс терапии от клептомании. Туко похищает Джесси и Уолта. |            |                                              |                        |                             |                |                     |
| 9 | 2          | «Попандос» «Grilled»                         | Чарльз Хейд            | Джордж Мастрас              | 15 марта 2009  | 1,60                |
| Похищенные сумасбродным Туко, Уолт и Джесси находятся в плену в пустынной лачуге, где Саламанка часто скрывается и заботится о своём больном дяде, который был когда-то вором в законе, но вследствие перенесённого инсульта стал безмолвным инвалидом и теперь общается с окружающими с помощью звонка. Свояк Уолта Хэнк и DEA свернули всю организацию Туко, и Туко приходит к заключению, что один из его соратников - стукач. Уолт безуспешно пытается скормить Туко подготовленный яд. Хэнк тем временем переключился на поиск Уолтера. Скайлер всеми силами помогает разыскать своего мужа и раздаёт на улице листовки с его фото. Хэнк вспоминает, что Джесси Пинкман продавал марихуану Уолту и пытается разыскать его. Используя свой звонок, дядя Туко пытается предупредить племянника о том, что похищенные им Уолтер и Джесси задумали нечто враждебное. Туко выталкивает обоих на улицу и планирует расправу. Однако Уолтеру и Джесси удаётся ранить Туко и скрыться. Хэнк приезжает по следам авто Джесси и сталкивается с окровавленным Туко. Краткая перестрелка заканчивается смертью наркодилера. |            |                                              |                        |                             |                |                     |
| 10 | 3          | «Укус мёртвой пчелы» «Bit by a Dead Bee»     | Терри Макдоно          | Питер Гулд                  | 22 марта 2009  | 1,13                |
| Сбежав от Туко, Уолт и Джесси осознают, что по возвращении домой им придётся объяснять, где они пропадали. Они решают разделиться. Уолт на попутке добирается до городка, отправляется в супермаркет, снимает с себя одежду и разбрасывает её в проходах. Мистер Уайт госпитализирован и, симулируя амнезию, заявляет лечащим врачам, что потерял память и не помнит ничего из последних нескольких дней. Джесси возвращается к своему дому, переносит всё оборудование из подвала в автофургон и просит своего друга по прозвищу Барсук спрятать этот фургон на некоторое время. Когда ОБН задерживает его, Джесси утверждает, что провёл все выходные с проституткой. Хэнк ему не верит и предъявляет изъятую из его машины сумку с деньгами. Однако Джесси отказывается от этих денег. Надеясь, что сможет расколоть Джесси, Хэнк приводит для очной ставки с задержанным дядю Туко, чтобы опознать его, но тот, как бывалый мексиканский бандит «в законе», отказывается сотрудничать с властями. |            |                                              |                        |                             |                |                     |
| 11 | 4          | «На дне» «Down»                              | Джон Дал               | Сэм Кэтлин                  | 29 марта 2009  | 1,29                |
| Уолт и Джесси встречаются в магазине и обсуждают дальнейшие планы. У Джесси нет денег, Уолт даёт ему 600 долларов, тот жалуется, что этого мало. Уолт говорит, что не может покинуть дом больше чем на 20 минут — жена сразу начинает беспокоиться. Родители Джесси обнаруживают лабораторию по производству мета у него в подвале и решают прогнать его из дома. Джесси становится бездомным. Никто из его бывших друзей не соглашается предоставить ему кров даже на время. Джесси ночью пробирается на стоянку и проникает в свой дом на колёсах. Наутро его обнаруживает хозяин стоянки и требует вернуть ему долг за ремонт и хранение фургона. Они торгуются о сумме и условиях, но договориться им не удаётся. В результате хозяин решает не ждать денег от Джесси, а продать фургон вместе с лабораторией. Джесси угоняет фургон. Между тем, вернувшийся домой Уолтер ведёт себя с домашними подчёркнуто вежливо и услужливо. Однако жена Уайта, Скайлер, начинает что-то подозревать: она становится задумчивой и скрытной. Скайлер устала от изменившегося поведения Уолта и упорно пытается выяснить, чем всё-таки занимается её муж. Они ругаются, и Скайлер уезжает. Появляется Джесси, опять требует денег, они с Уолтом ругаются и даже дерутся, потом Уолт всё же соглашается отдать Джесси часть своих денег. В конце эпизода показано, что Скайлер сидит в машине и закуривает сигарету. |            |                                              |                        |                             |                |                     |
| 12 | 5          | «Бой товара» «Breakage»                      | Йохан Ренк             | Мойра Уолли-Бекетт          | 5 апреля 2009  | 1,21                |
| Уолт продолжает лечение, чувствует улучшение, но обеспокоен растущими медицинскими счетами. Джесси начинает налаживать дела: оплачивает долг за хранение своего фургона, платит за сломанные им на стоянке ворота и повреждённый туалет, приобретает новую машину и арендует жильё. Он заинтересовывается живущей по соседству хозяйкой его нового дома Джейн. Уолт и Джесси снова варят мет. Джесси не хочет продавать мет мелкими порциями — он готов рисковать исключительно ради крупной прибыли. Уолтер предлагает своему напарнику занять место Туко. Джесси собирает своих знакомых и организовывает распространение. Хэнк и ОБН обсуждают имя Хайзенберга и высказывают сомнение в реальности существования этого человека. Уолт при чистке засорившегося унитаза обнаруживает пачку от сигарет. Хэнк получает повышение и скоро будет переведён на новое место, в то же время у него возникают проблемы со здоровьем. Скайлер мирится с сестрой. Тощий Пит (Skinny Pete) — один из дилеров Джесси — ограблен парой наркоманов. Уолт выходит из себя и говорит, что если они оставят это происшествие безнаказанным, скоро все узнают, что Джесси и его дилеры — лёгкая добыча. Уолт ругается со Скайлер по поводу пачки из-под сигарет. Хэнк выбрасывает подаренный ему некоторое время назад коллегами по работе стеклянный куб с гриллзами Туко в реку. Уолт привозит своему напарнику пистолет и настаивает, чтобы Джесси разобрался с наркоманами, ограбившими их дилера. |            |                                              |                        |                             |                |                     |
| 13 | 6          | «Игра в прятки» «Peekaboo»                   | Питер Медак            | Дж. Робертс и Винс Гиллиган | 12 апреля 2009 | 1,41                |
| Джесси выясняет, где живут наркоманы, ограбившие Тощего Пита, приезжает по адресу, но не застаёт их дома. Когда наркоманы возвращаются, Джесси направляет на них оружие и требует вернуть ему деньги и украденный мет. Наркоманы говорят, что мет они потеряли, и предлагают рассчитаться деньгами из украденного ими только что банкомата. Они втроём пытаются вскрыть банкомат, но когда Джесси отвлекается на ребёнка, наркоманка оглушает его. Садясь в машину после работы, Уолтер обнаруживает на ветровом стекле объявление о собственной пропаже с обидной надписью «Потерял штаны, голозадый» и гневно реагирует на это, предлагая поймать шутников и подвергнуть их мучительной смерти. Ложь Уолта по поводу оплаты лечения грозит быть раскрытой, когда Гретхен приезжает в гости к Скайлер. Гретхен не хочет помогать Уолту в его лжи, а он напоминает ей об их отношениях в прошлом и о том, как она со своим мужем нажились на его идее. Уолт конфликтует с Гретхен, та звонит Скайлер и говорит, что не будет больше оплачивать лечение Уолта. В разговоре со Скайлер Уолт объясняет этот отказ финансовыми проблемами компании Гретхен и её мужа. Джесси приходит в себя и становится свидетелем убийства наркоманкой своего сожителя — та опрокидывает на последнего банкомат за то, что тот многократно назвал её мымрой и чтобы взять его мет. Банкомат неожиданно открывается, Джесси забирает деньги, снимает телефонную трубку, набирает 911, выводит ребёнка из дома и убегает.                                                                                              |            |                                              |                        |                             |                |                     |
| 14 | 7          | «Чёрный и голубой» «Negro y Azul»            | Феликс Энрикес Алькала | Джон Шибан                  | 19 апреля 2009 | N/A                 |
| Джесси переживает инцидент с гибелью наркомана и не отвечает на телефонные звонки Уолтера, поэтому последний вынужден взять на себя работу напарника и самостоятельно передавать мет бегункам. Весь город думает, что Джесси собственноручно жестоко убил наркомана, кинувшего его. У Джесси теперь репутация хладнокровного убийцы, и поэтому все покупатели мета теперь расплачиваются исправно. Уолт полагает, что сейчас самое время использовать возникший ниоткуда миф о жестокости Джесси для расширения территорию торговли. Скайлер возвращается на свою прежнюю работу — на должность главного бухгалтера. Хэнк прибывает на новое место службы. Он сказал жене, что это офисная работа, но на самом деле ему приходится выполнять опасную работу на передовой. Хэнк производит плохое впечатление на сослуживцев, в частности, им не нравится, что их новый сотрудник не знает испанского. Во время выполнения одного из заданий Хэнку становится плохо от вида отрезанной человеческой головы, прикреплённой к черепахе. Сослуживцы смеются над ним и над ситуацией, но их веселье длится недолго: оказывается, что черепаха начинена взрывчаткой. В результате взрыва один федеральный агент погибает, несколько сотрудников спецподразделения получают серьёзные ранения, одному из них взрывом отрывает ногу. Хэнк в это время ходил к машине за пакетом для вещественных доказательств, поэтому чудом не пострадал. Джесси покупает новый телевизор и приглашает к себе Джейн. Телевизор долго настраивает каналы, Джесси нервничает, Джейн берёт его за руку.                      |            |                                              |                        |                             |                |                     |
| 15 | 8          | «Лучше звоните Солу» «Better Call Saul»      | Терри Макдоно          | Питер Гулд                  | 26 апреля 2009 | 1,04                |
| Джесси и Джейн просыпаются вместе. Барсука повязали — Уолту и Джесси грозит опасность. Хэнка переводят обратно в Альбукерке, он переживает стресс после кровавых событий в Мексике. Из-за синего мета, найденного у Барсука, к последнему проявляет интерес УБН, в том числе и Хэнк, разыскивающие Хайзенберга. Для Барсука нанимают пронырливого адвоката Сола Гудмана, который предлагает отпустить наркодилера в обмен на информацию о поставщиках. Уолт предлагает адвокату 10 тысяч долларов за то, что Сол организует освобождение Барсука без сдачи поставщика, но адвокат отказывается. Тогда Джесси и Уолт похищают Сола, запугивают его, и им, в конце концов, удаётся договориться. За гонорар в 80 тысяч долларов в тюрьму вместо Барсука идёт отпетый уголовник, которого выдают за Хайзенберга, Барсука же отпускают. Некоторое время спустя Сол находит Уолта в школе и предлагает ему свои услуги в качестве постоянного адвоката. Сол резонно замечает, что в организации преступного бизнеса Уолта имеется масса изъянов, и что, раз ему самому удалось довольно быстро разыскать мистера Уайта, то полиции сделать это будет ещё проще. В жилище Джесси привозят заказанную им огромную кровать. Роман Джесси и Джейн набирает обороты. |            |                                              |                        |                             |                |                     |
| 16 | 9          | «Четыре дня отсутствия» «4 Days Out»         | Мишель Макларен        | Сэм Кэтлин                  | 3 мая 2009     | N/A                 |
| Уолт проходит плановое медобследование, чтобы узнать, насколько успешно идёт лечение от рака. Результаты будут готовы через неделю, но во время процедуры он замечает на снимке лёгкого белое пятно значительных размеров и решает, что его дела плохи. Сол Гудман и Уолт подсчитывают деньги. Оказывается, денег у Уолта очень мало. Сол расстраивается, узнав, что жить Уолту остаётся недолго. Мистер Уайт решает форсировать события: сообщает жене, что отправляется навестить мать, а сам убеждает Джесси поехать на 4 дня в пустыню варить мет. В качестве решающего аргумента Уолт использует ложь о том, что украденный ими метиламин начинает портиться. После двух дней упорной работы напарники приготовляют мета на 672 000 долларов каждому. Эти цифры приводят обоих в восторженное расположение духа, но тут выясняется, что Джесси по небрежности оставил ключ в замке зажигания фургона, что привело к полной разрядке аккумулятора. Партнёры пытаются зарядить аккумулятор от генератора, но генератор загорается, а Джесси тушит его, выливая весь запас питьевой воды. Джесси удаётся дозвониться до Тощего Пита с просьбой о помощи, но тот, отправившись в путь, вскоре сбивается с дороги. Уолт и Джесси остаются в пустыне без воды, еды, электричества и связи. Уолт впадает в уныние, Джесси его подбадривает. На следующий день партнёрам удаётся соорудить аккумулятор из подручных средств. Они заводят двигатель и возвращаются домой. Во время визита к онкологу выясняется, что заболевание Уолта вступило в фазу ремиссии - опухоль в лёгком уменьшилась на 80 %. |            |                                              |                        |                             |                |                     |
| 17 | 10         | «Конец бизнеса» «Over»                       | Фил Абрахам            | Мойра Уолли-Бекетт          | 10 мая 2009    | N/A                 |
| Несмотря на хорошие новости об улучшении состояния здоровья, Уолт чувствует себя несчастным и подавленным. Джесси рад за Уолта: «Молодец, ты вломил раку!». Уолт информирует напарника о желании уйти из бизнеса. Скайлер устраивает вечеринку для родственников и друзей семьи в честь выздоровления Уолта. Уолт много пьёт сам вместе с сыном и спорит с Хэнком. Испытывая угрызения совести, Уолт устраивает в доме ремонт: собственноручно устанавливает новый водонагреватель и меняет прогнивший пол. Отношения Джесси и Джейн развиваются, но Джесси обижается на Джейн за то, что она представила отцу своего бойфренда всего лишь в качестве квартиросъёмщика. Джесси расстраивается, Джейн подсовывает ему под дверь лист бумаги с рисунком-извинением. Скайлер привлекает внимание своего работодателя и находит у него сочувствие. Уолт встречает в магазине хозяйственных товаров парня, закупающего ингредиенты для приготовления мета, и на ходу даёт ему несколько дельных советов. Потом подходит к нему на стоянке и, глядя парню прямо в глаза, говорит: «Не лезь на мою территорию!» В облике и поведении интеллигентного школьного учителя начинают отчётливо проявляться черты сурового и решительного человека. |            |                                              |                        |                             |                |                     |
| 18 | 11         | «Мандала» «Mandala»                          | Адам Бернштейн         | Джордж Мастрас              | 17 мая 2009    | N/A                 |
| Конкуренты Уолтера и Джесси убивают одного из их бегунков, Комбо, — за то, что тот торговал на их территории. Остальные бегунки напуганы и отказываются работать. Узнав, что у Уолтера и Джесси имеется более 17 кг нереализованного мета, Сол Гудман предлагает продать всю партию крупному дилеру. Уолт не желает повторения истории с Туко, но всё же соглашается на предложение адвоката. Джесси подтверждает догадку Джейн о том, что он является наркоторговцем. Сол сводит Уолта и Джесси с оптовым наркодилером Гусом. Однако Гусу не понравилось, что Джесси опаздывает на встречу и пребывает под кайфом, и он решает не работать с Джесси и Уолтом. Тем не менее Уолт сумел найти Гуса и убедить его начать сотрудничество. Проверяя финансовую документацию, Скайлер обнаруживает, что её начальник Тед прячет часть прибыли от налогов. Она обещает шефу, что не сдаст его властям, но и отказывается его покрывать. Джейн снова начинает употреблять наркотики. Гус даёт Уолту всего час на доставку партии мета, однако возникает неожиданное препятствие: пребывающие в отключке Джесси и Джейн не открывают. Чтобы забрать хранящийся в доме мет, Уолту приходится взламывать дверь. В это же время у Скайлер начинаются роды. |            |                                              |                        |                             |                |                     |
| 19 | 12         | «Феникс» «Phoenix»                           | Колин Бакси            | Джон Шибан                  | 24 мая 2009    | N/A                 |
| Уолт отказывается отдавать Джесси его половину вырученных от продажи мета денег до тех пор, пока тот не завяжет с наркотиками. Узнав об этом, Джейн шантажом вынуждает Уолта рассчитаться с напарником. Уолт случайно встречает в баре отца Джейн, не догадываясь, кто он. Мужчины разговаривают о детях и семейных ценностях. В тот же вечер Уолтер отправляется навестить Джесси и обнаруживает того вместе с его подругой в отключке. Уолт пытается разбудить Джесси, но тот не просыпается, а только немного поворачивается и непроизвольно толкает лежащую рядом подругу. Джейн переворачивается на спину, её начинает рвать, но Уолт не делает ничего, чтобы помочь ей. Джейн захлёбывается рвотным содержимым на глазах у Уолта. |            |                                              |                        |                             |                |                     |
| 20 | 13         | «Альбукерке» «ABQ»                           | Адам Бернштейн         | Винс Гиллиган               | 31 мая 2009    | 1,50                |
| После смерти Джейн, Уолт обращается за помощью к адвокату Гудману. Сол присылает своего доверенного, Майка, который наводит порядок в жилище Джесси и инструктирует последнего о его дальнейших действиях. Отец Джейн приезжает за дочерью, чтобы отвезти её в реабилитационный центр, и узнаёт о её смерти. Джесси тяжело переживает гибель подруги, чувство вины толкает его к активному употреблению наркотиков. Уолт вытаскивает напарника из притона и определяет на лечение. Сын мистера Уайта создаёт благотворительный интернет-сайт по сбору средств на операцию для отца. Никто и не догадывается, что Уолт, с помощью хакера, сам переводит на этот счёт добытые продажей наркотиков деньги. Операция проходит успешно, прогноз благоприятный. Скайлер продолжает относиться с подозрением к необычному поведению супруга. Она проводит собственное расследование, обзванивает друзей и родственников и убеждается, что Уолт врал ей всё это время. Скайлер забирает ребёнка и покидает дом. Перед расставанием она требует, чтобы Уолтер собрал вещи и уехал. Отец Джейн — авиадиспетчер, из-за его ошибки над Альбукерке сталкиваются два самолёта. В бассейн мистера Уайта прямо с неба падает одноглазый розовый плюшевый медвежонок с обожжённым левым боком. |            |                                              |                        |                             |                |                     |